# 伊馮
伊馮·皮埃爾·盧富阿（法語：Yvon Pierre Loufoua，1967年—），剛果共和國裔台灣相聲演員，因為在維大力的廣告中演出而出名。

## 生平
伊馮的祖父是剛果共和國的酋長，伊馮對當時剛果共和國一味追求西方社會的價值觀感到厭倦，便轉向東方發展，他在1987年通過公費留學考試，前往中國大陸當語言交換學生，先在北京语言大学學習中文，翌年再轉至杭州浙江农业大学就學，但因為他認為當時中國大陸比較排外，再加上六四事件的發生，他在朋友建議下轉到國立臺灣大學就讀念農業經濟學系，感受到台灣人的熱情，便決定留在台灣。
他早年在董至成主持的年代MUCH台節目《世界大不同》任固定班底，被一位導演相中，演出維大力的廣告，在那則廣告中，與他對戲的蔡振南不厭其煩地想要介紹一款名為「維大力」的汽水，但伊馮唸了兩次還是唸錯。由於這廣告播出超過20年，讓伊馮廣為人知。
由於他剛來台灣時，中文口音有北京的腔調，獲漢霖民俗說唱藝術團團長王振全邀請成為第一位非裔台灣相聲演員。他認為相聲的難度很大，但因為可以藉此了解當地人，所以也把生活中發生的事寫入段子裡。此外他也從事汽車零件和農業機械進口貿易長達15年。

## 觀點
伊馮表示自己過去對政治很熱衷，並認為陳水扁從一個家境清苦的小孩一路當上市長和總統的經歷十分厲害，但自從他入獄後便不喜歡，並遠離政治。2019年，總統選舉參選人之一的國民黨籍韓國瑜因為在出席活動時分享一名友人將蘭花賣到非洲的故事，表示「你確定非洲很多黑人家庭，吃飯跟家裡面需要放蘭花嗎？」伊馮對此表示感到不是滋味，並稱這有歧視成分。
2020年4月8日，世界衛生組織秘書長譚德塞表示：「如果要說得更明確一點，三個月前這些攻擊最主要就來自台灣。」並點名外交部長吳釗燮，並扯自己因此被辱是黑鬼。伊馮受訪表示，譚德塞說攻擊都來自台灣是無根據的說法；而且譚德塞說被罵是黑鬼（negro），伊馮認為「不可思議，我不相信台灣人用這種字眼。」他認為這次譚德塞突然大罵台灣，背後就是中國大陸在害怕台灣在國際力量增強。

## 戲劇作品

### 電視劇
| 年份   | 頻道     | 劇名               | 角色 |
| 2021年 | 公共電視 | 《天橋上的魔術師》 | 黑人 |